# Lucrécia Jardim
Maria Lucrécia Jardim (Caconga, Angola, 28 de Janeiro de 1971) é uma antiga atleta portuguesa, especialista em provas de velocidade.
Entre 1990 e 1994 representou o Sport Lisboa e Benfica, depois no ano seguinte, 1995 até ao final sua carreira atlética em 1999, representou o rival de Lisboa, o Sporting Clube de Portugal.
Desde nova dotada para as provas de sprint, Lucrécia Jardim deu nas vistas logo nos Campeonatos Mundiais de Juniores, disputados em Plovdiv, em 1990, onde obteve duas medalhas de bronze nas provas de 100 e 200 metros. Nesta prova de 100 metros, bateu o recorde nacional absoluto, realizando o tempo de 11,52s.
Em 1992, numa prova internacional designada Westathletic, venceu os 100 metros, melhorando o recorde nacional para 11,42s. Tal fato, permitiu-lhe estar presente nos Jogos Olímpicos de Barcelona, onde, integrada no quarteto português, teve uma inédita presença portuguesa numa final olímpica da estafeta 4 x 400 metros feminina.
No Campeonato Europeu de Atletismo de 1994, disputado em Helsínquia, Lucrécia atingiu a final de 200 metros, obtendo a sétimo posição, com 23,28.
Mas foi no ano de 1996 que atingiu o auge da sua carreira de praticante. Em junho desse ano, numa eliminatória da I Liga da Taça da Europa de Nações, realizada em Lisboa, Lucrécia bate os recordes nacionais de 100 metros (11,31s) e de 200 metros (com 23,05s), ganhando as duas corridas. Cinco semanas mais tarde, em Atlanta, nos Jogos Olímpicos, excede as expectativas quando atinge as meias-finais da prova de 100 metros. Nos 200 metros, embora se tenha ficado pelos quartos-de-final, bateu mais uma vez o recorde nacional, batendo por duas vezes o recorde nacional: 22,95s nas eliminatórias e 22,88s nos oitavos-de-final, onde teve de competir com algumas das melhores atletas mundiais da época: Marie-José Perec, Mary Onyali, Inger Miller e Cathy Freeman.
Em 1997 participou nos Campeonatos Mundiais de Atenas onde não logrou ultrapassar os quartos-de-final em ambas as provas. Porém, nos 100 metros, ainda conseguiu melhorar o recorde nacional para 11,30s.

## Recordes Pessoais

### Ar Livre
| Prova      | Data                | Local                                      | Marca |
| ---------- | ------------------- | ------------------------------------------ | ----- |
| 100 metros | 2 de Agosto de 1997 | Atenas, Grécia (Recorde Nacional)          | 11,30 |
| 200 metros | 31 de Julho de 1996 | Atlanta, Estados Unidos (Recorde Nacional) | 22,88 |
| 400 metros | 30 de Maio de 1995  | Funchal, Portugal                          | 52,68 |

### Pista Coberta
| Prova      | Data                    | Local                                | Marca |
| ---------- | ----------------------- | ------------------------------------ | ----- |
| 200 metros | 28 de Fevereiro de 1998 | Valencia, Espanha                    | 23,21 |
| 60 metros  | 7 de Fevereiro de 1998  | Espinho, Portugal (recorde nacional) | 7,25  |

## Palmarés
Campeonatos Nacionais
- 3 Campeonatos Nacionais 100 metros (1993, 1997 - 1998)
- 4 Campeonatos Nacionais 200 metros (1990, 1992 - 1994)
- 1 Campeonato Nacional 400 metros (1996)

Jogos Olímpicos
- (Barcelona 1992) 100 metros (quartos de final)
- (Barcelona 1992) 200 metros (quartos de final)
- (Barcelona 1992) 4 x 400 metros (8º lugar)
- (Atlanta 1996) 100 metros (meias finais)
- (Atlanta 1996) 200 metros (meias finais)

Campeonatos do Mundo
- (Estugarda 1993) 100 metros (quartos de final)
- (Estugarda 1993) 200 metros (quartos de final)
- (Atenas 1997) 100 metros (quartos de final)
- (Atenas 1997) 200 metros (quartos de final)

Campeonatos da Europa
- (Split 1990) 100 metros (eliminatórias)
- (Split 1990) 200 metros (quartos de final)
- (Helsínquia 1994) 100 metros (quartos de final)
- (Helsínquia 1994) 200 metros (7º lugar)
- (Budapeste 1998) 100 metros (meias finais)
- (Budapeste 1998) 200 metros (meias finais)

Campeonatos do Mundo de Pista Coberta
- (Toronto 1993) 200 metros (meias finais)

Campeonatos do Mundo de Juniores
- (Plovdiv 1990) 100 metros (Medalha de bronze)
- (Plovdiv 1990) 200 metros (Medalha de bronze)